# Corrado Tamietti
Corrado Tamietti (Torre Pellice, 18 gennaio 1914 – Ivrea, 7 agosto 2005) è stato un calciatore e allenatore di calcio italiano, di ruolo terzino sinistro.

## Carriera
Giocò in Serie A con Brescia, Napoli e Modena, ha esordito nella massima serie il 22 settembre 1935 nella partita Brescia-Ambrosiana Inter (1-0).

## Palmarès
- Oro olimpico: 1

Berlino 1936